# PathScale
PathScale — американська компанія, розробник компіляторів і кластерних рішень.

## Історія
Компанія PathScale була заснована в липні 2001 року під назвою Key Research Томом Маквільямсом, який раніше засновував компанії Valid Logic Systems і Key Computer і встиг попрацювати в SGI, Sun Microsystems і Amdahl. Маквільямс став першим технічним керівником компанії (CTO) і незабаром запросив в компанію трьох колишніх колег (Джеффа Рубіна, Джеффа Бротона і Фреда Чоу), з якими працював разом на початку 1980-х років в Ліверморській національній лабораторії над створенням суперкомп'ютера «S1». Фред Чоу до того часу керував розробкою компіляторів в SGI і MIPS, і був визнаний одним з провідних фахівців у технології компіляторів.
Первісною метою компанії була розробка кластерних рішень для Linux-серверів на основі недорогих 64-бітових процесорів. На початку 2003 року з успіхом процесорів AMD Opteron компанія перемкнула зусилля на інші продукти, в тому числі на високопродуктивні компілятори для 64-бітових систем, а наприкінці 2003 року змінила назву на PathScale, яка мала нагадувати про те, що спочатку компанія розробляла рішення для кластерів.
PathScale Inc. була придбана і перепродана кілька разів. Вперше QLogic в лютому 2006 року, приблизно за 109 мільйонів доларів. Мережева технологія під назвою InfiniPath була продана QLogic як TrueScale, а потім продана Intel і стала основою Omni-Path. Технологія компілятора була придбана компанією SiCortex у серпні 2007 року, а потім компанією Cray у серпні 2009 року, коли компанія SiCortex була ліквідована. Cray володіла інтелектуальною власністю до березня 2012 року, коли нова компанія PathScale Inc. придбала всі активи.
Основним продуктом PathScale є програмний пакет PathScale EKO Compiler Suite, розповсюджуваний з червня 2011 на умовах GPL v.3.0. Про це було офіційно оголошено 14 червня.